# Marche de Vérone

La marche de Vérone (en italien : marca di Verona) fut une marche étendue du Saint-Empire romain germanique créée en 952 dans le nord est de l'Italie. Elle était sous la domination des ducs de Carinthie à partir de 976 et a été attribué en grande partie au patriarcat d'Aquilée en 1077.

## Historique
Le territoire de l'ancienne Regio X Venetia et Histria avait déjà été conquis par Charlemagne en 774, après le siège de Pavie et la victoire des Francs sur le roi Didier de Lombardie. Plus tard, la région fut rattachée à la marche carolingienne de Frioul. Le margrave Bérenger Ier de Frioul († 924) établit sa résidence à Vérone, il devient roi d'Italie en 888 et empereur d'Occident de 915 à sa mort, par assassinat. Sa « Marche de Vérone et d'Aquilée » s'étendait sur toute la Vénétie (sauf pour la république de Venise) aux confins orientaux du royaume, incluant le Frioul avec Aquilée et la péninsule d'Istrie. Au nord-ouest, elle a également compris le lac de Garde et le comté de Trente près de la frontière bavaroise.

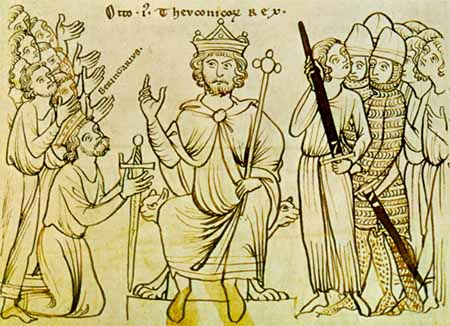
Otton Ier reçoit la soumission de Bérenger II, illustration des chroniques d'Otton de Freising.

Le margraviat de Vérone est créé en 952 par Otton Ier, souverain de la Francie orientale, au cours de sa campagne d'Italie et la soumission de Bérenger II. Le roi italien et son fils Aubert se sont rendus à la diète à Augsbourg où Otton leur remet leurs terres en tant que fief royal. En même temps, toutefois, la marche de Vérone a été séparée et soumise au ducs de Bavière.
En 976, après l'insurrection du duc Henri II de Bavière, le margraviat est placé par les souverains ottoniens sous le contrôle du nouveau duché de Carinthie dont les dirigeants détiendront souvent le titre de « Margraves de Vérone » en union personnelle. Ils régnaient également sur la marche d'Istrie et la marche de Carniole à l'est. Le comte de Trente est séparé par l'empereur Conrad II le Salique et placé sous l'autorité des évêques locaux.
Le duc Conrad III de Carinthie († 1061) n'a déjà pas pu effectivement gouverner ses domaines ; son successeur Berthold de Zähringen est finalement destitué par le roi Henri IV du fait de son implication dans une révolte lors de la querelle des Investitures en 1077. Après la nomination du nouveau duc Liutold d'Eppenstein par le roi, le territoire du Frioul et la cité d'Aquilée sont séparés de la marche et constituent la principauté ecclésiastique d'Aquilée, un fief direct de l'Empire, dirigé par les patriarches d'Aquilée en tant que princes-évêques.
À partir du XIIe siècle les empereurs préfèrent envoyer leurs propres vicaires impériaux afin de les représenter à la place des margraves. À cette époque Vérone et les autres cités se développent sous la forme de communes indépendantes et, en 1164, les principales villes de la marche constituent avec la république de Venise la « Ligue véronaise » une ligue d'États créée pour défendre leur indépendance face à l'autorité impériale. La Ligue est dirigée par Venise et comprend, outre Vérone, les cités de Padoue, Vicence et Trévise. Le 1er décembre 1167, la Ligue véronaise s'unit à la Ligue lombarde mettant fin « de facto » à l'existence de la marche, bien que les empereurs continuent à nommer leurs propres vicaires jusqu'au XVe siècle, leur pouvoir est purement nominal du fait qu'une grande partie du territoire de l'ancienne marche est désormais incorporé dans les possessions de la Sérénissime et que Vérone dispose de ses propres seigneurs après la domination d'Ezzelino III da Romano avec la famille Della Scala.

## Liste des Margraves de Vérone

### Ducs de Bavière
- Henri Ier de Bavière (952–955)
- Henri II de Bavière (955–976)

### Union personnelle avec le duché de Carinthie

#### Dynasties diverses
- Henri III de Bavière (976–978)
- Otto Ier de Souabe (978–982)
- Henri III de Bavière (983–989), rétabli
- Henri II de Bavière (989–995),
- Othon de Carinthie (995–1004)
- Conrad Ier de Carinthie (1004–1011)
- Adalbéron Ier d'Eppenstein (1011–1035)
- Conrad II de Carinthie (1035–1039)
- Henri III (Empereur) (1039–1047)
- Welf III d'Altdorf (1047–1055)
- Conrad III de Carinthie (1057–1061)
- Berthold Ier de Zähringen (1061–1077)
  - Hermann Ier de Brisgau (vers 1061–1074), en opposition.
  - Hermann II de Bade (1074–1130)

#### Dynastie d'Eppenstein
- Liutold d'Eppenstein (1077-1090)
- Henri III (1093-1122)

#### Dynastie de Sponheim
- Henri IV de Carinthie (1122-1123)
- Engelbert de Carinthie (1123-1135)
- Ulrich Ier (1135-1144)
- Henri V (1144-1151)

#### Dynastie de Styrie
- Ottokar III de Styrie (1151)

### Dynastie de Bade (margraves titulaires)
- Hermann III (1151-1160)
- Hermann IV (1160-1190)
- Hermann V de Bade (1190-1243)
  - Bernard de Carinthie (vers 1210) prétendant.
- Hermann VI de Bade (1243-1250)
- Frédéric de Bade (1250-1268)